# IPv6-világnap és világméretű IPv6-indítás

A világméretű IPv6-indítás logója

Az IPv6-világnap (2011. június 8., angolul: World IPv6 Day) az Internet Society és számos jelentős internetes tartalomszolgáltató közös rendezvénye volt, amire az IPv4-címek elfogyása miatt sürgősen bevezetendő IPv6 protokoll bevezetésének tesztelésére volt szükség.
A 2011-es IPv6-világnap sikerén felbuzdulva az Internet Society 2012. június 6-án World IPv6 Launch-ot („Világméretű IPv6-indítás”) hajtott végre, ahol a résztvevők tesztelés helyett immár véglegesen bekapcsolták szolgáltatásaikban és termékeikben az IPv6-ot.

## IPv6-világnap
Az IPv6-világnap (2011. június 8., angolul: World IPv6 Day) az Internet Society és számos jelentős internetes tartalomszolgáltató közös rendezvénye volt, amire az IPv4-címek elfogyása miatt sürgősen bevezetendő IPv6 működésének teszteléséhez volt szükség. Ez a 24 órás teszt volt az új generációs internetprotokollra történő átváltás első nagyszabású, nyilvános tesztje volt. A teszt 2011. június 8-án, a világidő szerint 00:00-23:59 között tartott. A „Test Drive Day”-nek is nevezett esemény fő célja volt, hogy éles adatokat nyerjenek a szintetikus tesztek által előrejelzett IPv6-problémák valódi méretével kapcsolatban. Ismert norvégiai weboldalak 2010. decemberi mérési adataiból kiindulva arra számítottak, hogy az IPv6-problémák várhatóan a kliensek mintegy 0,06%-át fogják érinteni – ezek többnyire a Mac OS X elavult verzióját futtató gépek, amik tévesen előnyben részesítik a nem működő IPv6-kapcsolatokat a működő IPv4-essel szemben.
A tesztben részt vevő weboldalak IPv6-címre mutató (AAAA) DNS-bejegyzéseket publikáltak, ami lehetővé tette az IPv6-ot kezelő kliensek számára az IPv6-on való csatlakozást. Bár az internetszolgáltatókat is bátorították a részvételre, nekik semmilyen műszaki megoldást nem kellett élesíteniük aznap, csak az esetleges gyakoribbá váló ügyfélszolgálati hívásokra kellett felkészülniük.
A Facebook, a Google, a Yahoo!, az Akamai és a Limelight Networks mellett több mint 400 cég kötelezte el magát a kísérletben való részvételre, köztük a legnagyobb ismeretségi hálózatok, internetes keresők és tartalomelosztó szolgáltatások.

### A teszt eredménye
A nagyobb hálózati cégek mérései szerint a teszt ideje alatt az IPv6-forgalom aránya a teljes internetes forgalomból 0,024%-ról 0,041%-ra emelkedett, a natív és a tunnelben átvitt forgalmat is beszámítva. 
A forgalom legnagyobb növekedése a Google oldalaira esett, Android eszközökről.
A résztvevők első eredményei azt mutatják, hogy a tesztnap jelentős problémák nélkül, a tervek szerint zajlott.
A Cisco és a Google nem jelzett komoly problémát a teszt folyamán.
A Facebook az eredményt biztatónak nevezte, és úgy döntött, a fejlesztői oldalán bekapcsolva hagyja az IPv6-ot.
Az eseményt követő hetekben várható, hogy a résztvevők részletesebb analízist publikálnak az IPv6-világnap lefolyásáról.

## Világméretű IPv6-indítás
A 2011-es IPv6-világnap sikerén felbuzdulva az Internet Society 2012. június 6-án világméretű IPv6-indítást (World IPv6 Launch) hajtott végre, ahol a résztvevők tesztelés helyett immár véglegesen bekapcsolták szolgáltatásaikban és termékeikben az IPv6-ot.

### Résztvevők
A World IPv6 Launch résztvevői jobbára az IPv6-világnap résztvevői közül kerültek ki: Akamai, AT&T, Cisco, Comcast, D-Link, Facebook, Free Telecom, Google, Internode, KDDI, Limelight, Microsoft Bing, Time Warner Cable, XS4ALL, Yahoo!. Ezeken túl csatlakozott a felhíváshoz többek között a Wikimédia Alapítvány is, ami projektjeiben, köztük a Wikipédián is bekapcsolta az IPv6-támogatást.

### Eredmények
A Cisco IPv6-ért felelős munkatársa, Alain Fiocco szerint a teljes World Wide Web oldalmegtekintéseinek mintegy 30%-át adó forgalom immár IPv6-on is elérhetővé vált. Az AMS-IX-en mérhető IPv6-forgalom pedig 50%-kal, 2 Gbps-ről 3 Gbps-re növekedett.

## Fordítás
- Ez a szócikk részben vagy egészben a World IPv6 Day című angol Wikipédia-szócikk ezen változatának fordításán alapul.  Az eredeti cikk szerkesztőit annak laptörténete sorolja fel. Ez a jelzés csupán a megfogalmazás eredetét és a szerzői jogokat jelzi, nem szolgál a cikkben szereplő információk forrásmegjelöléseként.